# Baidu Antivirus
Baidu Antivirus é um software da empresa chinesa pertencente a Baidu, cuja proposta é, como o próprio nome sugere, servir de antivírus para computadores e proteger o sistema de malwares. 

## Sobre
Em sua página oficial, o Baidu Antivírus alega ter recebido muitos elogios sobre a força de sua proteção e segurança, incluindo o reconhecimento da VB100, AV-Comparatives, Checkmark e OPSWAT. Também foi reconhecido como membro da Microsoft Active Protections Program.
A aplicação é 100% gratuita, ou seja, todas as suas atualizações, escaneamento de arquivos na nuvem, e novas definições de vírus, são gratuitas.

## História
No Brasil, a empresa e o antivírus têm um histórico conhecido, porém fama péssima. O Baidu apostou em algumas estratégias arriscadas de difusão de seus serviços que basicamente forçou sua entrada em computadores brasileiros.
A aplicação ficou conhecida por possuir comportamento de um vírus, ao se implantar no computador sem o usuário ter conhecimento disso. O sistema se aproveitava da pressa e falta de cuidado das pessoas ao instalarem novos softwares em seus computadores para se infiltrar nas máquinas como principal método de difundir os serviços do Baidu no país. Além disso, o programa também ficou conhecido por não ser eficaz e ser "quase impossível" de ser desinstalado totalmente.
Em 2015, a Baidu mudou sua estratégia de marketing para a popularização do software, devido sua má reputação, ainda que fosse efetiva para inflar os números da empresa. Em novembro de 2014, a companhia usou como garoto-propaganda o ator Rafael Infante do canal Porta dos Fundos na tentativa de melhorar sua imagem, porém a recepção do público foi negativa.